# Ингушки език
Ингушкият език (самоназвание: гӏалгӏай ğalğaj) е кавказки език, разпространен в Ингушетия и някои съседни области. Официален език е на Република Ингушетия в Руската федерация.
Класифициран е като нахско-дагестански език, като заедно с чеченския език образува вейнахския езиков клон. Макар да има доста заемки от грузински, персийски, руски и някои тюркски езици, ингушкият език значително се различава от останалите кавказки езици.

## Писменост
Ингушкият език не е имал писменост допреди 100 години. В началото на 20 век започва да се използва арабската азбука. След Октомврийската революция се използвала латиницата, а от 1938 година се въвежда разширен вариант на руската кирилица.
- Съвременна ингушка азбука.

| А а   | Аь аь | Б б   | В в   | Г г   | ГӀ гӀ | Д д   | Е е   |
| Ё ё   | Ж ж   | З з   | И и   | Й й   | К к   | Кх кх | Къ къ |
| КӀ кӀ | Л л   | М м   | Н н   | О о   | П п   | ПӀ пӀ | Р р   |
| С с   | Т т   | ТӀ тӀ | У у   | Ф ф   | Х х   | Хь хь | ХӀ хӀ |
| Ц ц   | ЦӀ цӀ | Ч ч   | ЧӀ чӀ | Ш ш   | Щ щ   | Ъ ъ   | Ы ы   |
| Ь ь   | Э э   | Ю ю   | Я я   | Яь яь | Ӏ     |       |       |

## Диалекти
Изследователите споделят следните диалекти в ингушкия език:
- Равнинен диалект
- Джейрахски (Феппински) диалект
- Галгаевски диалект[1]

## Фонетични особености
Притежава богата система от съгласни и гласни звукове, което го отличава от другите кавказки езици.

## Морфология
- Ингушкият е ергативен език.
- Имената се разделят на класове (6 на брой).
- Глаголът се изменя по клас, време, вид, наклонение, но не и по лице.